# Шатенуа-ле-Форж
Шатенуа́-ле-Форж (фр. Châtenois-les-Forges) — муніципалітет у Франції, у регіоні Бургундія-Франш-Конте, департамент Територія Бельфор. Населення — 2616 осіб (01.01.2021).
Муніципалітет розташований на відстані близько 370 км на південний схід від Парижа, 75 км на північний схід від Безансона, 10 км на південь від Бельфора.

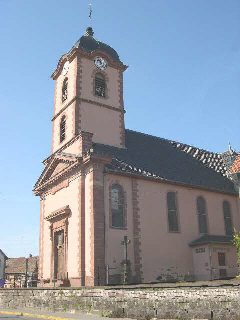

## Історія
У 1956-2015 роках муніципалітет перебував у складі регіону Франш-Конте. Від 1 січня 2016 року належить до нового об'єднаного регіону Бургундія-Франш-Конте.

## Демографія
Динаміка населення ( ):
Розподіл населення за віком та статтю (2006):
| Стать | Всього | До 15 років | 15-24 | 25-44 | 45-64 | 65-85 | Понад 85 |
| --- | ------ | ----------- | ----- | ----- | ----- | ----- | -------- |
| Чоловіки | 1344   | 238         | 157   | 372   | 367   | 194   | 16       |
| Жінки | 1409   | 243         | 153   | 351   | 386   | 264   | 12       |
| \| Статево-вікова піраміда \| Статево-вікова піраміда \| Статево-вікова піраміда \| \| ----------------------- \| ----------------------- \| ----------------------- \| \| Чоловіки \| Вік \| Жінки \| \| 16 \| 85 + \| 12 \| \| 29 \| 80-84 \| 37 \| \| 21 \| 75-79 \| 83 \| \| 70 \| 70-74 \| 70 \| \| 74 \| 65-69 \| 74 \| \| 74 \| 60-64 \| 98 \| \| 114 \| 55-59 \| 94 \| \| 86 \| 50-54 \| 98 \| \| 93 \| 45-49 \| 96 \| \| 117 \| 40-44 \| 77 \| \| 84 \| 35-39 \| 92 \| \| 97 \| 30-34 \| 101 \| \| 74 \| 25-29 \| 81 \| \| 97 \| 20-24 \| 65 \| \| 60 \| 15-20 \| 88 \| \| 111 \| 10-14 \| 107 \| \| 75 \| 5-9 \| 80 \| \| 52 \| 0-4 \| 56 \| |        |             |       |       |       |       |          |
| Статево-вікова піраміда |        |             |       |       |       |       |          |
| Чоловіки | Вік    | Жінки       |       |       |       |       |          |
| 16 | 85 +   | 12          |       |       |       |       |          |
| 29 | 80-84  | 37          |       |       |       |       |          |
| 21 | 75-79  | 83          |       |       |       |       |          |
| 70 | 70-74  | 70          |       |       |       |       |          |
| 74 | 65-69  | 74          |       |       |       |       |          |
| 74 | 60-64  | 98          |       |       |       |       |          |
| 114 | 55-59  | 94          |       |       |       |       |          |
| 86 | 50-54  | 98          |       |       |       |       |          |
| 93 | 45-49  | 96          |       |       |       |       |          |
| 117 | 40-44  | 77          |       |       |       |       |          |
| 84 | 35-39  | 92          |       |       |       |       |          |
| 97 | 30-34  | 101         |       |       |       |       |          |
| 74 | 25-29  | 81          |       |       |       |       |          |
| 97 | 20-24  | 65          |       |       |       |       |          |
| 60 | 15-20  | 88          |       |       |       |       |          |
| 111 | 10-14  | 107         |       |       |       |       |          |
| 75 | 5-9    | 80          |       |       |       |       |          |
| 52 | 0-4    | 56          |       |       |       |       |          |

## Економіка
2010 року серед 1655 осіб працездатного віку (15—64 років) 1231 була активною, 424 — неактивними (показник активності 74,4%, у 1999 році було 68,2%). З 1231 активної мешканців працювали 1092 особи (579 чоловіків та 513 жінок), безробітними було 139 (75 чоловіків та 64 жінки). Серед 424 неактивних 136 осіб було учнями чи студентами, 173 — пенсіонерами, 115 були неактивними з інших причин.

У 2010 році в муніципалітеті числилось 1197 оподаткованих домогосподарств, у яких проживали 2792,5 особи, медіана доходів виносила 19 401 євро на одного особоспоживача